# Крістін Ларсон-Мейсон
Крістін Ларсон-Мейсон (англ. Christine Larson-Mason, 21 травня 1956) — американська хокеїстка на траві.
Бронзова призерка Олімпійських Ігор 1984 року.